# Сантос, Эрикс
Эрикс де Соуза Сантос Перейра (порт. Eriks de Souza Santos Pereira; 23 февраля 1996, Педрейрас, Бразилия) — бразильский футболист, защитник клуба «Нарва-Транс».

## Карьера
Воспитанник «Интернасьоналя». Выступал за его юниорские и молодежную команду. Вызывался в сборную Бразилии до 20 лет. На взрослом уровне дебютировал в составе «Мариуполя». Не закрепившись в его составе, бразилец ушел в «Дилу» из Гори. Выступая на Украине и в Грузии Сантос неплохо выучил русский язык.
В начале 2020 года защитник заключил контракт с клубом Канадской Премьер-Лиги «Галифакс Уондерерс». Однако из-за пандемии COVID-19 Сантос не смог добраться в Канаду. Присоединиться к команде ему удалось только через год.
Летом 2023 года, после временного простоя, футболист вернулся в Европу, пополнив состав мальтийского «Хибернианса». Летом 2024 года защитник перебрался в эстонскую «Нарву-Транс».